# Mörtbergstjärnen
Mörtbergstjärnen är en sjö i Jokkmokks kommun i Lappland och ingår i Råneälvens huvudavrinningsområde. Sjöns area är 0,032 kvadratkilometer och den befinner sig 225 meter över havet.